# Mazda RX-3
Mazda RX-3 - экспортное название японского автомобиля Mazda Savanna, который представлял собой модификацию компактной модели Grand Familia (для экспорта - Mazda 808/818) с двигателем Ванкеля. 
Mazda Savanna и Mazda Grand Familia были основаны на одной заднеприводной платформе с колёсной базой 2310 мм и предлагались с кузовом купе, седан или универсал. Различались они тем, что первая имела сдвоенные круглые фары, а вторая - одинарные прямоугольные. В Японии, Австралии и Европе Mazda Savanna/RX-3 оснащалась двухсекционным роторным двигателем 10A от предыдущей модели Mazda Familia Rotary (1968-1972), объёмом 982 см3 и мощностью 110 л.с. В Америке на неё устанавливался более мощный 130-сильный мотор 12А от Mazda RX-2, объёмом 1146 см3. Несмотря на меньшие габариты и вес, Mazda RX-3 была гораздо медленнее, чем Mazda RX-2. В 1978 г. обе модели были сняты с производства в связи с введением Mazda RX-7.